# 藤原孝子
藤原　孝子（ふじわら　たかこ、1973年6月19日 -）は兵庫県出身の日本の柔道家。身長162cm。現役時代は56kg級と61kg級の選手。

## 人物
城内中学から夙川学院高校へ進むと、1年の時に全国高校選手権56kg級の初戦で敗れた。2年の時には新設されたインターハイ女子団体戦で同級生の須磨谷真住や1年後輩の吉田早希とともに活躍して決勝まで進むと、柳川高校戦で松永真理子を横四方固で破るも、須磨谷が佐野奈津子に上四方固で敗れたために代表戦となり、吉田が佐野との1年生同士の対決を判定ながら制して初代チャンピオンとなった。強化選手選考会では準決勝で日大2年の天野安喜子を上四方固で破るなど全て一本勝ちで決勝まで進むが、柳川高校3年の松永に効果で敗れて2位にとどまった。全国高校選手権では得意の腕挫十字固などを軸にオール一本勝ちして優勝を飾った。3年の時にはインターハイ女子団体戦の予選リーグで柳川高校と対戦すると、両チーム0-0の引き分けだったが、日大藤沢高校戦では3-0で勝利して2-0だった柳川をかわして予選リーグを突破して優勝に大きく前進した。吉田や須磨谷とともに活躍して決勝まで進むと、埼玉栄高校戦で大塚麻子を腕挫十字固で破るも、須磨谷が赤岡志保に袖釣込腰で敗れたために代表戦となり、吉田が赤岡を内股の技ありで破って2連覇を達成した。この際に、多彩な技を駆使する天性のバネとスピードは申し分なく、数年後には日本代表選手になるのは間違いないとまで評された。強化選手選考会では3位だったが、福岡国際では初戦で世界チャンピオンであるスペインのミリアム・ブラスコに1－2の判定で惜敗した。続くフランス国際では7位だったものの、ドイツ国際では2位となった。
1992年に筑波大学へ進学すると、1年の時には正力杯の準決勝で大学の2年先輩となる植田睦に1－2の判定で惜敗して3位だった。福岡国際では3位になった。2年の時には階級を61kg級に上げて強化選手選考会で3位となった。優勝大会とハンガリー国際では2位だった。3年の時には体重別と強化選手選考会で3位になった。4年の時には正力杯の決勝で天理大学2年の植田庸子に敗れて2位だった。その後、階級を56kg級に戻して優勝大会と全国女子体重別で3位になった。

## 主な戦績
56kg級での戦績
- 1990年　- インターハイ　団体戦　優勝
- 1990年　- 強化選手選考会　2位
- 1991年　- 全国高校選手権　優勝
- 1991年　- インターハイ　団体戦　優勝
- 1991年　- ドイツジュニア国際　優勝
- 1991年　- 強化選手選考会　3位
- 1992年　- フランス国際　7位
- 1992年　- ドイツ国際　2位
- 1992年　- 正力杯　3位
- 1992年　- 強化選手選考会　3位
- 1992年　- 福岡国際　3位
- 1993年　- 優勝大会　2位

61kg級での戦績
- 1993年　- 強化選手選考会 3位
- 1993年　- 体重別　3位
- 1994年　- ハンガリー国際　2位
- 1994年　- 強化選手選考会 3位
- 1995年　- スイス国際　2位(56kg級)
- 1995年　- 正力杯　2位
- 1995年　- 優勝大会　3位
- 1995年 -　全国女子体重別　3位(56kg級)

(出典、JudoInside.com)。